# جولیا باچا
جولیا باچا (انگلیسی: Julia Bacha؛ زادهٔ ۱۹۸۰) کارگردان فیلم و مستندساز اهل برزیل است.